# Jeanine Dubié
Jeanine Dubié (født 3. januar 1958 i Lourdes, Hautes-Pyrénées, Occitanie) er en fransk politiker fra Parti Radical de Gauche (PRG). Hun er næstformand for PRG's hovedbestyrelse, og er formand for PRG i Hautes-Pyrénées.

## Medlem af Nationalforsamlingen
I 2012 blev Jeanine Dubié valgt til Nationalforsamlingen med 64,74 procent af stemmerne i anden kreds i Hautes-Pyrénées, og hun blev genvalgt i 2017 med omkring 51 procent af stemmerne.

## Medlem af departementsrådet
Jeanine Dubié var medlem af departementsrådet (conseil général) i Hautes-Pyrénées i 2008–2015. Ved valget i 2008 fik hun 72,59 procent af stemmerne.